# Perityle vitreomontana
Perityle vitreomontana là một loài thực vật có hoa trong họ Cúc. Loài này được Warnock mô tả khoa học đầu tiên năm 1967.